# Ischnothyreus

Ganxos als ullals de I. peltifer

Ischnothyreus és un gènere d'aranyes araneomorfes de la família dels oonòpids (Oonopidae). Fou descrit per primera vegada l'any 1893 per Simon.

## Descripció
La mida dels mascles és d'uns 1,25 mm i la femella, 2,25 mm. Tenen sis ulls. Hi ha com a mínim dues espècies –I. peltifer i I. omus–, en la que els mascles tenen una curiosa protuberància, una mena de ganxo, a la base de l'ullal.

## Taxonomia
Segons el World Spider Catalog amb data de desembre de 2018, Opopaea te reconegudes 106 espècies:
- Ischnothyreus aculeatus (Simon, 1893)
- Ischnothyreus an Tong & Li, 2016
- Ischnothyreus arcus Edward & Harvey, 2014
- Ischnothyreus ascifer Richard, 2016
- Ischnothyreus auritus Tong & Li, 2012
- Ischnothyreus baltenspergerae Richard, 2016
- Ischnothyreus balu Kranz-Baltensperger, 2011
- Ischnothyreus barratus Edward & Harvey, 2014
- Ischnothyreus barus Kranz-Baltensperger, 2011
- Ischnothyreus bauri Richard, 2016
- Ischnothyreus bifidus Edward & Harvey, 2014
- Ischnothyreus binorbis Edward & Harvey, 2014
- Ischnothyreus bipartitus Simon, 1893
- Ischnothyreus boonjee Edward & Harvey, 2014
- Ischnothyreus browni Chickering, 1968
- Ischnothyreus brunneus Tong & Li, 2016
- Ischnothyreus bualveus Edward & Harvey, 2014
- Ischnothyreus bupariorbis Edward & Harvey, 2014
- Ischnothyreus campanaceus Tong & Li, 2008
- Ischnothyreus chippy Ranasinghe & Benjamin, 2018
- Ischnothyreus collingwoodi Edward & Harvey, 2014
- Ischnothyreus comicus Edward & Harvey, 2014
- Ischnothyreus concavus Richard, 2016
- Ischnothyreus corniculatum Edward & Harvey, 2014
- Ischnothyreus cornuatus Edward & Harvey, 2014
- Ischnothyreus corollacous Tong & Li, 2013
- Ischnothyreus crenulatus Edward & Harvey, 2014
- Ischnothyreus culleni Edward & Harvey, 2014
- Ischnothyreus dactylinus Tong & Li, 2016
- Ischnothyreus danum Kranz-Baltensperger, 2011
- Ischnothyreus darwini Edward & Harvey, 2009
- Ischnothyreus deccanensis Tikader & Malhotra, 1974
- Ischnothyreus deelemanae Kranz-Baltensperger, 2011
- Ischnothyreus digitus Edward & Harvey, 2014
- Ischnothyreus eacham Edward & Harvey, 2014
- Ischnothyreus elvis Kranz-Baltensperger, 2011
- Ischnothyreus eungella Edward & Harvey, 2014
- Ischnothyreus falcatus Tong & Li, 2008
- Ischnothyreus falcifer Kranz-Baltensperger, 2011
- Ischnothyreus flabellifer Kranz-Baltensperger, 2011
- Ischnothyreus flagellichelis Xu, 1989
- Ischnothyreus flippi Kranz-Baltensperger, 2011
- Ischnothyreus florence Edward & Harvey, 2014
- Ischnothyreus florifer Kranz-Baltensperger, 2011
- Ischnothyreus fobor Kranz-Baltensperger, 2011
- Ischnothyreus gigeri Richard, 2016
- Ischnothyreus habeggeri Richard, 2016
- Ischnothyreus hamatus Edward & Harvey, 2014
- Ischnothyreus hanae Tong & Li, 2008
- Ischnothyreus haymozi Richard, 2016
- Ischnothyreus hooki Kranz-Baltensperger, 2011
- Ischnothyreus hoplophorus Edward & Harvey, 2014
- Ischnothyreus jivani Benoit, 1979
- Ischnothyreus jojo Kranz-Baltensperger, 2011
- Ischnothyreus julianneae Edward & Harvey, 2014
- Ischnothyreus kalimantan Kranz-Baltensperger, 2011
- Ischnothyreus kentingensis Tong & Li, 2014
- Ischnothyreus ker Edward & Harvey, 2014
- Ischnothyreus khamis Saaristo & van Harten, 2006
- Ischnothyreus lanutoo Marples, 1955
- Ischnothyreus ligulatus Richard, 2016
- Ischnothyreus linzhiensis Hu, 2001
- Ischnothyreus lucidus Richard, 2016
- Ischnothyreus lymphaseus Simon, 1893
- Ischnothyreus marggii Richard, 2016
- Ischnothyreus matang Kranz-Baltensperger, 2011
- Ischnothyreus meidamon Edward & Harvey, 2014
- Ischnothyreus microphthalmus Richard, 2016
- Ischnothyreus monteithi Edward & Harvey, 2014
- Ischnothyreus mulumi Kranz-Baltensperger, 2011
- Ischnothyreus namo Kranz-Baltensperger, 2012
- Ischnothyreus narutomii (Nakatsudi, 1942)
- Ischnothyreus nentwigorum Richard, 2016
- Ischnothyreus nourlangie Edward & Harvey, 2014
- Ischnothyreus obscurus Richard, 2016
- Ischnothyreus ovinus Edward & Harvey, 2014
- Ischnothyreus pacificus Roewer, 1963
- Ischnothyreus peltifer (Simon, 1892)
- Ischnothyreus piricius Edward & Harvey, 2014
- Ischnothyreus poculum Tong & Li, 2016
- Ischnothyreus pterodactyl Edward & Harvey, 2014
- Ischnothyreus puruntatamerii Edward & Harvey, 2014
- Ischnothyreus qianlongae Tong & Li, 2008
- Ischnothyreus raveni Edward & Harvey, 2014
- Ischnothyreus rex Kranz-Baltensperger, 2011
- Ischnothyreus rixi Edward & Harvey, 2014
- Ischnothyreus serapi Kranz-Baltensperger, 2011
- Ischnothyreus serpentinum Saaristo, 2001
- Ischnothyreus shillongensis Tikader, 1968
- Ischnothyreus sigridae Richard, 2016
- Ischnothyreus spineus Tong & Li, 2012
- Ischnothyreus stauntoni Edward & Harvey, 2014
- Ischnothyreus subaculeatus Roewer, 1938
- Ischnothyreus tadetu Tong & Li, 2013
- Ischnothyreus tadfane Tong & Li, 2013
- Ischnothyreus tectorius Tong & Li, 2016
- Ischnothyreus tekek Kranz-Baltensperger, 2012
- Ischnothyreus tioman Kranz-Baltensperger, 2012
- Ischnothyreus tragicus Edward & Harvey, 2014
- Ischnothyreus tumidus Edward & Harvey, 2014
- Ischnothyreus ujungkulon Richard, 2016
- Ischnothyreus velox Jackson, 1908
- Ischnothyreus xui Tong & Li, 2012
- Ischnothyreus yuanyeae Tong & Li, 2012
- Ischnothyreus yueluensis Yin & Wang, 1984
- Ischnothyreus zhoujiayan Tong & Li, 2018